# 福田 (阿見町)
福田（ふくだ）は、茨城県稲敷郡阿見町の大字。郵便番号は300-1156。2017年（平成29年）8月1日現在の人口は457人。

## 地理
小野川の支流、乙戸川中流域に位置する。阿見町の西部、朝日地区にあたる。北で上長、東で吉原、南東で牛久市久野町、南西で牛久市福田町、西で小池と接する。主に競走馬を育てる牧場と農地が大半を占めるが、一部には工業用地も整備されている。「福田の馬鹿祭り」と呼ばれる奇祭が行われる。

### 河川
- 乙戸川

## 歴史
鎌倉時代には常陸国信太荘に福田郷があり、元徳元年（1329年）11月の地頭代官良円が提出した結解状に「常陸国信太上条内五ヶ郷大村・吉原〈惣領分〉、福田・竹岡・荒川〈庶子分〉京進絹代、正中二、嘉暦元、二、三以上四ヶ年結解事」とある。文禄年間の太閤検地を機に信太郡に属し信太郡福田村となった。慶長11年（1606年）より江戸時代を通じて陸奥仙台藩の知行となった。天明8年から牛久宿の加助郷差村となった。助郷高は179石。村高は慶長年間の「常州知行目録」・「元禄郷帳」で397石余、「天保郷帳」・「旧高旧領取調帳」では457石余。福田村は明治4年（1871年）には廃藩置県により土浦県、同年の府県統合で新治県に、1875年（明治8年）より茨城県に所属、1889年（明治22年）の町村制施行により小池村・上長村・実穀村・吉原村・荒川沖村・荒川本郷村・沖新田と合併し朝日村の大字となった。1955年（昭和30年）、町村合併により阿見町の大字となる。1957年（昭和32年）には一部（向原開拓）を牛久町に編入、翌1958年には再び一部を牛久町に編入した。

### 地名の由来
鎌倉時代の郷名、福田郷が江戸期の村名にとられている。

### 沿革
- 慶長11年（1606年） - 仙台藩の知行となる。
- 明治4年（1871年） -　新治県に属する。
- 1875年（明治8年） - 茨城県に属する。
- 1889年（明治22年）4月1日 - 町村制施行により朝日村の大字福田となる。
- 1955年（昭和30年）11月3日 - 合併により阿見町大字福田となる。
- 1957年（昭和32年） - 牛久町に一部を編入する。
- 1958年（昭和33年） - 牛久町にさらに一部を編入する。

## 交通

### 鉄道
地内に鉄道は通っていない。

### バス
地内にバス停留所「福田」があり、そこを始発・終着とするバスが関東鉄道（2001年以前は茨城観光自動車）によって運行されている。
朝7時台に土浦駅を経由して土浦市の合同庁舎まで行くバスが1本、夕方には土浦駅始発のバスが2本運行されているが、現状として地内に住む中学生・高校生のスクールバスとなっており、休校日には運休、または途中の阿見中央公民館発着となり、福田までは乗り入れない。
阿見小学校に通う児童のために、町によってスクールバスが運行されている。

### 道路
- 首都圏中央連絡自動車道（圏央道） - 北端を通る。インターチェンジは設置されていない。最寄りのインターチェンジは牛久阿見または阿見東。

## 施設
- 福田農村集落センター
- 武田牧場 - 競走馬の育成・休養が行われている。オペラシチーが繋養されていた。
- 内藤牧場 - 競走馬の育成・休養が行われている。
- 鹿島神社
- 高照寺 - 天台宗の寺院。天喜3年（1055年）の創立と伝えられる[3]。
- 阿弥陀堂
- イーグルポイントゴルフクラブ

## 祭事
- 福田の馬鹿祭り - 旧暦11月15日から16日にかけて行われる収穫感謝祭の一種で、地内の鹿島神社で江戸時代から続く性器を崇拝し祀ることにより多産と豊穣を祈願する奇祭として知られ、祭りの奇抜さから「馬鹿祭り」の名称で知られた[4]。大根で拵えた男根と女陰・腹合わせに用いる雌雄の鯉・「家内安全」「天下泰平」と書かれた万灯・ヒョットコとオカメの面及び衣装が用いられ、宴席の場で紐で結ばれた二人が腰を振りながら踊る[4]。